# Fundación SEPI
La Fundación SEPI es una entidad jurídica sin ánimo de lucro tutelada por la Sociedad Estatal de Participaciones Industriales (SEPI, anteriormente conocido como Instituto Nacional de Industria o INI).
Constituida en 1964 bajo el nombre de Fundación Santa María del Espíritu Santo. En 1976 adoptó el nombre de Fundación del Instituto Nacional de Industria, en 1982 el de Fundación Empresa Pública y finalmente, en 2002, el actual de Fundación SEPI.

## Principales actividades de la Fundación
- Programa de becas de empleo para jóvenes titulados, con alrededor de 400 plazas anuales, principalmente en empresas tienen o han tenido relación con la SEPI: EADS-CASA, Cepsa, Endesa, Enresa, Iberia, Red Eléctrica de España, Repsol YPF...
- Colegio Mayor Fundación SEPI, propiedad de la fundación pero adscrito a la Universidad Complutense de Madrid y edificado en su campus universitario.
- Eventualmente la fundación organiza ciclos de conferencias u otros actos formativos, a menudo dirigidos a los residentes de su colegio mayor.